# Ingøy
Ingøy (samisch: Fávle-Ižžát) ist eine Insel 60 Kilometer westlich des Nordkaps in der norwegischen Kommune Måsøy im Fylke Finnmark. Ingøy hat eine Fläche von 18,1 km², der höchste Punkt der Insel ist das Mafjordfjell mit 332 moh. Die Insel hat zirka 25 Einwohner.

## Sender
Auf der Insel Ingøy befand sich seit 2000 ein Langwellensender des norwegischen Rundfunks (NRK). Als Sendeantenne kam ein 362 Meter hoher, abgespannter Stahlfachwerkmast zum Einsatz. Die Sendeanlage diente nicht der Versorgung des norwegischen Festlands, sondern allein der Versorgung der auf der Barentssee befindlichen Fischereiflotten sowie Teilen Spitzbergens. Die Baukosten bezifferten sich auf 25 Millionen Norwegische Kronen, umgerechnet etwa 2,5 Millionen Euro.
Er ist das höchste Bauwerk in Skandinavien und wurde über die Pardunen mit der abzustrahlenden Hochfrequenzenergie gespeist. Der Langwellensender Ingøy sendete auf der Frequenz 153 kHz das Programm von NRK P1 mit einer Sendeleistung von 100 Kilowatt. Da nur ein Sendemast in Ingøy existiert, konnte nur im Rundstrahlmodus gesendet werden.
Der rumänische Sender Bod sendet auf der gleichen Frequenz, weshalb dieser das Signal des Senders Ingøy bereits im südlichen Finnland weitestgehend überlagerte.
Am 1. Dezember 2019 um 0:06 Uhr wurde der Langwellensender abgeschaltet, nachdem sich von Seiten der Interessensgruppen keine Einwände ergaben, da die Schiffe heute in der Regel alle mit Satellitenempfang ausgestattet sind. Zur weiteren Sicherstellung der Versorgung Spitzbergens wurde der auf 1485 kHz arbeitende Mittelwellensender Longyearbyen von 1 auf 3 Kilowatt verstärkt.

## Weitere Sehenswürdigkeiten
Ingøy verfügt neben dem Langwellensendemast auch über Fruholmen fyr, den weltweit nördlichst gelegenen, in Betrieb befindlichen Leuchtturm.